# A rács, kíváncsiság, siker
A rács, kíváncsiság, siker 1970-ben bemutatott magyar rajzfilm, amelyből három egyperces rövidfilmből áll. Az animációs játékfilm rendezői és írói Macskássy Gyula és Várnai György. A zenéjét Pethő Zsolt szerezte. A mozifilm a Pannónia Filmstúdió gyártásában készült.

## Cselekmény
Az egyperces filmek karikatúraszerűen, de mély humánummal vetik fel a mai ember életének legfontosabb kérdéseit. Az egypercesek pici csokrában A rács a börtöncella szabadságáról, a Kíváncsiság a "sikeres" alkotó sikertelen alkotásairól, a Siker pedig az "állat" művészi ambíciójáról ad emberi képet.

## Alkotók
- Írta, tervezte és rendezte: Macskássy Gyula, Várnai György
- Zenéjét szerezte: Pethő Zsolt
- Operatőr: Neményi Mária
- Hangmérnök: Bársony Péter
- Vágó: Hap Magda
- Rajzolták: Máday Gréte, Spitzer Kati
- Gyártásvezető: Gyöpös Sándor

Készítette a Pannónia Filmstúdió